# 反苏游击队

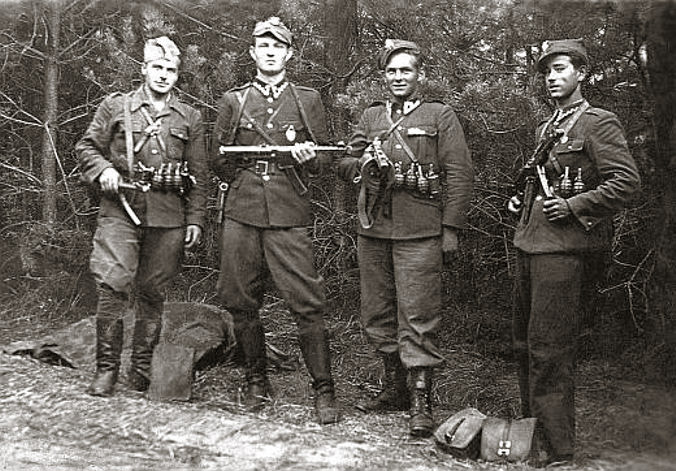
1947年的波兰反共游击队。

反苏游击队是20世纪各个时期反对苏联及其卫星国的抵抗运动。

## 俄国内战和战间期
- 巴斯玛奇运动
- 绿军
- 森林游击队
- 乌克兰革命起义军

## 第二次世界大战时期及战后
- 1940至1944年车臣叛乱
- 被诅咒的士兵（波兰）
- 森林兄弟 (爱沙尼亚，拉脱维亚，立陶宛)
  - 拉脱维亚游击队
  - 立陶宛游击队
  - 爱沙尼亚游击队
- Goryani运动 (保加利亚)
- 罗马尼亚反共抵抗运动
- 黑军 (摩尔多瓦)
- 乌克兰反抗军
- 纳粹德国成立的组织
  - 古拉格行动
  - 黑猫 (白俄罗斯)
  - 十字军 (克罗地亚)
  - 人狼行动 (纳粹德国)

## 冷战时期
- 苏联－阿富汗战争
- 格拉迪奥行动